# François Bovon
Pour les articles homonymes, voir Bovon.
François Bovon (Lausanne, 13 mars 1938 – Aubonne, 1er novembre 2013) est un pasteur protestant et professeur universitaire de théologie suisse.

## Biographie
François Bovon obtient une licence en théologie à l'Université de Lausanne et un doctorat en théologie à l'Université de Bâle (dir. Oscar Cullmann, mention summa cum laude, 1965). Frothingham Professor of the History of Religion Emeritus de la Divinity School de Harvard, il y enseigne le Nouveau Testament et la littérature chrétienne ancienne. Professeur honoraire de l'Université de Genève, il y enseigne de 1967 à 1993 à la Faculté autonome de théologie protestante.
Il est président de la Société suisse de théologie de 1973 à 1977.
En (2000), il est fait docteur honoris causa de l'université d'Uppsala et président de la Studiorum Novi Testamenti Societas.
Auteur de nombreux livres sur le christianisme, il a codirigé le premier volume des Écrits apocryphes chrétiens dans la bibliothèque de la Pléiade (Gallimard). Il a consacré plusieurs ouvrages à Luc l'évangéliste, dont il a publié un important commentaire en quatre volumes, chez Labor et Fides en français.

## Publications
- L'Œuvre de Luc. Études d'exégèse et de théologie, Paris, Cerf, coll. « Lectio divina », 1987 ;
- Nouvel âge et foi chrétienne. Un dialogue critique à partir du Nouveau Testament, Aubonne, Éditions du Moulin, 1992 ;
- Révélations et écritures. Nouveau Testament et littérature apocryphe chrétienne (recueil d'articles), Genève, Labor et Fides, coll. « Le Monde de la Bible, 26 », 1993  (ISBN 2-8309-0688-8) ;
- Avec Frédéric Amsler et Bertrand Bouvier (éd.), Actes de l'apôtre Philippe, Turnhout, Brepols, coll. « Apocryphes, 8 », 1996 – « Actes de Philippe », dans François Bovon et Pierre Geoltrain (dir.), Écrits apocryphes chrétiens, I, Paris, Gallimard, coll. « La Pléiade, 442 », 1997, p. 1179-1320 – Acta Philippi, Textus, Bruxelles, Brepols, coll. « Corpus christianorum. Series Apocryphorum, 11 », 1999  (ISBN 2-503-41111-8) ;
- Les Derniers Jours de Jésus, Genève, Labor et Fides, coll. « Essais bibliques, 34 », 2004  (ISBN 2-8309-1116-4) ;
- Avec Bertrand Bouvier, « Étienne le premier martyr. Du livre canonique au récit apocryphe », dans Cilliers Breytenbach et Jens Schröter (dir.), Die Apostelgeschichte und die hellenistische Geschichtsschreibung. Festschrift für Eckhard Plümacher zu seinem 65. Geburtstag, Leiden, Brill, coll. « Ancient Judaism & Early Christianity, 57 », 2004, p. 309-331 ;
- Avec Bertrand Bouvier (éd.), « Prière et Apocalypse de Paul. Un fragment grec inédit conservé au Sinaï », dans Apocrypha. International Journal of Apocryphal Literatures, n° 15, Turnhout, Brepols, 2004, p. 9-30 ;
- Luc le théologien, Genève, Labor et Fides, coll. « Le Monde de la Bible », 2006 ;
- Avec Bertrand Bouvier (éd.), « Un fragment grec inédit des Actes de Pierre ? », dans Apocrypha. International Journal of Apocryphal Literatures, n° 17, Turnhout, Brepols, 2006, p. 9-54 ;
- L'Évangile selon saint Luc, 1-9, L'Évangile selon saint Luc, 9,51-14,35, L'Évangile selon saint Luc, 15,1-19,27, L'Évangile selon saint Luc, 19,28-24,53, Genève, Labor et Fides, coll. « Commentaire du Nouveau Testament », 2007-2011 ;
- Avec Bertrand Bouvier, « La Révélation d'Étienne ou l'Invention des reliques d’Étienne, le saint premier martyr. Sinaiticus Græcus, 493 », dans Albert Frey et Rémi Gounelle (dir.), Poussières de christianisme et de judaïsme antiques. Mélanges Jean-Daniel Kaestli et Éric Junod, Lausanne, Éditions du Zèbre, coll. « Publications de l'Institut romand des sciences bibliques, 5 », 2007, p. 79-105.